# Повал
По́вал — село в Україні, у Северинівській сільській громаді Жмеринського району Вінницької області.
Назва села Повал має певне походження. Це невеличкий населений пункт, розміщений на колишніх землях поміщиці, маєток якої знаходився в сусідньому селі Носківцях, Юлії Степанівни Пащенко. Чоловік цієї поміщиці, перебуваючи у м. Києві, програвся в карти. Щоб розрахуватись за борг, він повідомляє дружину, щоб вона передала йому необхідну суму грошей. Поміщиця вимушена була продати близько 40 га лісового масиву, де росли вікові дуби. Шкодуючи продати ділове дерево, вона розпорядилася вирізати найкращі дерева, тобто повалити, звідси і назва — Повал. Землю і ліс, який не був вирізаний, було куплено жителями села Носковець — Загоруями, Кочмаруками, а також частину землі купили євреї, які займались випалюванням вапна, Залишки вапняних ям є і по сьогодні. Випалене вапно возили продавати в м. Київ для використання на будівництві міста.
12 червня 2020 року, розпорядженням Кабінету Міністрів України № 707-р «Про визначення адміністративних центрів та затвердження територій територіальних громад Вінницької області», село увійшло до складу Северинівської сільської громади.
19 липня 2020 року, в результаті адміністративно-територіальної реформи та ліквідації Жмеринського району (1923-2020), село увійшло до складу новоутвореного Жмеринського району.

## Населення
Згідно з переписом УРСР 1989 року чисельність наявного населення села становила 91 особа, з яких 42 чоловіки та 49 жінок.
За переписом населення України 2001 року в селі мешкало 95 осіб. 100 % населення вказало своєю рідною мовою українську мову.